# Мікаель Тільстрем
Мікаель Тільстрем (швед. Mikael Tillström; нар. 5 березня 1972) — колишній шведський тенісист.
Найвищу одиночну позицію світового рейтингу — 39 місце досяг 14 жовтня 1996, парну — 15 місце — 17 липня 2000 року.
Здобув 1 одиночний та 8 парних титулів.
Найвищим досягненням на турнірах Великого шолома були півфінали в парному розряді.
Завершив кар'єру 2000 року.

## Юніорські фінали турнірів Великого шолома

### Одиночний розряд: 1 (1 поразка)
| Результат | Рік  | Турнір                           | Покриття | Суперник        | Рахунок       |
| --------- | ---- | -------------------------------- | -------- | --------------- | ------------- |
| Поразка   | 1990 | Відкритий чемпіонат США з тенісу | Тверде   | Андреа Гауденці | 2–6, 6–4, 6–7 |

### Парний розряд: 1 (1 поразка)
| Результат | Рік  | Турнір                           | Покриття | Partnet         | Суперники                       | Рахунок       |
| --------- | ---- | -------------------------------- | -------- | --------------- | ------------------------------- | ------------- |
| Поразка   | 1990 | Відкритий чемпіонат США з тенісу | Тверде   | Мортен Ренстрем | Себастьєн Лебланк Грег Руседскі | 7–6, 3–6, 4–6 |

## Фінали турнірів ATP за кар'єру

### Одиночний розряд: 5 (1–4)
| Легенда                                       |
| --------------------------------------------- |
| Турніри Великого шлема (0–0)                  |
| Фінали Світового туру ATP (0–0)               |
| Фінали Світового туру ATP серії Мастерс (0–0) |
| Серія турнірів ATP (0–1)                      |
| Світова серія ATP (1–3)                       |

| Фінали за покриттям |
| ------------------- |
| Тверде (1–3)        |
| Ґрунт (0–1)         |
| Трава (0–0)         |
| Килим (0–0)         |

| Фінали за типом корту |
| --------------------- |
| Відкритий корт (1–3)  |
| Закритий корт (0–1)   |

| Результат | В-П | Дата     | Турнір                  | Рівень           | Покриття | Суперник         | Рахунок       |
| --------- | --- | -------- | ----------------------- | ---------------- | -------- | ---------------- | ------------- |
| Перемога  | 1–0 | Кві 1997 | Maharashtra Open, Індія | Світова серія    | Тверде   | Алекс Радулеску  | 6–4, 4–6, 7–5 |
| Поразка   | 1–1 | Кві 1998 | Maharashtra Open, Індія | Світова серія    | Тверде   | Патрік Рафтер    | 3–6, 4–6      |
| Поразка   | 1–2 | Жов 1999 | Сінгапур, Сінгапур      | Серія Чемпіоншип | Тверде   | Марсело Ріос     | 2–6, 6–7(5–7) |
| Поразка   | 1–3 | Лют 2000 | Сан-Хосе, США           | Світова серія    | Тверде   | Марк Філіппуссіс | 5–7, 6–4, 3–6 |
| Поразка   | 1–4 | Тра 2000 | Майорка, Іспанія        | Світова серія    | Ґрунт    | Марат Сафін      | 4–6, 3–6      |

### Парний розряд: 12 (8–4)
| Легенда                                       |
| --------------------------------------------- |
| Турніри Великого шлема (0–0)                  |
| Фінали Світового туру ATP (0–0)               |
| Фінали Світового туру ATP серії Мастерс (0–0) |
| Серія турнірів ATP (2–0)                      |
| Світова серія ATP (6–4)                       |

| Фінали за покриттям |
| ------------------- |
| Тверде (2–0)        |
| Ґрунт (4–4)         |
| Трава (1–0)         |
| Килим (1–0)         |

| Фінали за типом корту |
| --------------------- |
| Відкритий корт (6–4)  |
| Закритий корт (2–0)   |

| Результат | В-П | Дата     | Турнір                 | Рівень           | Покриття | Партнер         | Суперники                         | Рахунок                 |
| --------- | --- | -------- | ---------------------- | ---------------- | -------- | --------------- | --------------------------------- | ----------------------- |
| Поразка   | 0–1 | Лип 1992 | Гілверсум, Нідерланди  | Світова серія    | Ґрунт    | Мортен Ренстрем | Паул Гаргейс Марк Куверманс       | 7–6, 1–6, 4–6           |
| Перемога  | 1–1 | Сер 1992 | Сан-Марино, Сан-Марино | Світова серія    | Ґрунт    | Ніклас Культі   | Крістіан Бранді Федеріко Мордеган | 6–2, 6–2                |
| Поразка   | 1–2 | Лип 1994 | Swedish Open, Швеція   | Світова серія    | Ґрунт    | Ніклас Культі   | Ян Апелль Йонас Бйоркман          | 2–6, 3–6                |
| Перемога  | 2–2 | Лип 1997 | Swedish Open, Швеція   | Світова серія    | Ґрунт    | Ніклас Культі   | Магнус Густафссон Магнус Ларссон  | 6–0, 6–3                |
| Перемога  | 3–2 | Сер 1997 | Індіанаполіс, США      | Серія Чемпіоншип | Тверде   | Майкл Теббутт   | Йонас Бйоркман Ніклас Культі      | 6–3, 6–2                |
| Перемога  | 4–2 | Лют 1998 | Санкт-Петербург, Росія | Світова серія    | Килим    | Ніклас Культі   | Маріус Барнард Брент Гейгарт      | 3–6, 6–3, 7–6           |
| Поразка   | 4–3 | Кві 1998 | Орландо, США           | Світова серія    | Ґрунт    | Майкл Теббутт   | Грант Стеффорд Кевін Ульєтт       | 6–4, 4–6, 5–7           |
| Перемога  | 5–3 | Лис 1998 | Стокгольм, Швеція      | Серія Інтернешнл | Тверде   | Ніклас Культі   | Кріс Гаггард Петер Нюборґ         | 7–5, 3–6, 7–5           |
| Поразка   | 5–4 | Лип 1999 | Swedish Open, Швеція   | Світова серія    | Ґрунт    | Ніклас Культі   | Девід Адамс Джефф Таранго         | 6–7(6–8), 4–6           |
| Перемога  | 6–4 | Кві 2000 | Барселона, Іспанія     | Серія Чемпіоншип | Ґрунт    | Ніклас Культі   | Паул Гаргейс Сендон Столл         | 6–2, 6–7(2–7), 7–6(7–5) |
| Перемога  | 7–4 | Чер 2000 | Галле, Німеччина       | Серія Інтернешнл | Трава    | Ніклас Культі   | Магеш Бгупаті Давід Пріносіл      | 7–6(7–4), 7–6(7–4)      |
| Перемога  | 8–4 | Лип 2000 | Swedish Open, Швеція   | Серія Інтернешнл | Ґрунт    | Ніклас Культі   | Андреа Гауденці Дієго Наргісо     | 4–6, 6–2, 6–3           |

## Фінали ATP Челленджер і ITF Ф'ючерс

### Одиночний розряд: 3 (2–1)
| Легенда              |
| -------------------- |
| ATP Челленджер (2–1) |
| ITF Ф'ючерс (0–0)    |

| Фінали за покриттям |
| ------------------- |
| Тверде (0–0)        |
| Ґрунт (2–1)         |
| Трава (0–0)         |
| Килим (0–0)         |

| Результат | В-П | Дата     | Турнір            | Рівень     | Покриття | Суперник        | Рахунок       |
| --------- | --- | -------- | ----------------- | ---------- | -------- | --------------- | ------------- |
| Поразка   | 0–1 | Тра 1992 | Любляна, Словенія | Челленджер | Ґрунт    | Магнус Ларссон  | 4–6, 4–6      |
| Перемога  | 1–1 | Чер 1994 | Вайден, Німеччина | Челленджер | Ґрунт    | Єнс Кніппшильд  | 6–2, 6–4      |
| Перемога  | 2–1 | Вер 1995 | Мерано, Італія    | Челленджер | Ґрунт    | Юнес Ель-Айнауї | 6–3, 3–6, 6–3 |

### Парний розряд: 13 (11–2)
| Легенда               |
| --------------------- |
| ATP Челленджер (11–2) |
| ITF Ф'ючерс (0–0)     |

| Фінали за покриттям |
| ------------------- |
| Тверде (2–0)        |
| Ґрунт (8–2)         |
| Трава (0–0)         |
| Килим (1–0)         |

| Результат | В-П  | Дата     | Турнір                    | Рівень     | Покриття | Партнер         | Суперники                         | Рахунок       |
| --------- | ---- | -------- | ------------------------- | ---------- | -------- | --------------- | --------------------------------- | ------------- |
| Перемога  | 1–0  | Тра 1992 | Любляна, Словенія         | Челленджер | Ґрунт    | Магнус Ларссон  | Крістіан Бранді Федеріко Мордеган | 6–3, 6–2      |
| Перемога  | 2–0  | Чер 1992 | Івето, Франція            | Челленджер | Ґрунт    | Мортен Ренстрем | Жайме Онсінс Томаш Анзарі         | 7–6, 5–7, 6–2 |
| Перемога  | 3–0  | Чер 1992 | Зальцбург, Австрія        | Челленджер | Ґрунт    | Ян Апелль       | Хорді Арресе Нільс Гольм          | 3–6, 6–2, 6–2 |
| Поразка   | 3–1  | Вер 1993 | Прага, Чехія              | Челленджер | Ґрунт    | Томас Нюдаль    | Давід Рікл Павел Візнер           | 2–6, 6–7      |
| Перемога  | 4–1  | Жов 1993 | Дублін, Ірландія          | Челленджер | Килим    | Мортен Ренстрем | Тодд Нелсон Бент-Уве Педерсен     | 6–2, 3–6, 6–3 |
| Поразка   | 4–2  | Тра 1994 | Любляна, Словенія         | Челленджер | Ґрунт    | Кеннет Карлсен  | Олів'є Делетр Жан-Філіпп Флер'ян  | 1–6, 6–4, 1–6 |
| Перемога  | 5–2  | Чер 1994 | Кошиці, Словаччина        | Челленджер | Ґрунт    | Томмі Го        | Емануел Коуту Бернардо Мота       | 7–6, 6–1      |
| Перемога  | 6–2  | Лип 1994 | Схевенінген, Нідерланди   | Челленджер | Ґрунт    | Мортен Ренстрем | Стефен Нотебом Том Ванхудт        | 3–6, 7–5, 6–3 |
| Перемога  | 7–2  | Гру 1994 | Андорра-ла-Велья, Андорра | Челленджер | Тверде   | Андерс Яррід    | Грег Руседскі Пол Векеса          | 7–6, 6–3      |
| Перемога  | 8–2  | Бер 1995 | Індіан-Веллс, США         | Челленджер | Тверде   | Ніклас Культі   | Ян Апелль Майк Бауер              | 7–6, 6–4      |
| Перемога  | 9–2  | Кві 1995 | Монте-Карло, Монако       | Челленджер | Ґрунт    | Ніклас Культі   | Ніколас Кіфер Міхаель Штіх        | 7–5, 7–5      |
| Перемога  | 10–2 | Тра 1995 | Любляна, Словенія         | Челленджер | Ґрунт    | Ніклас Культі   | Шелбі Кеннон Стефан Крюґер        | 6–4, 6–4      |
| Перемога  | 11–2 | Лип 1995 | Брауншвейг, Німеччина     | Челленджер | Ґрунт    | Ніклас Культі   | Білл Беренс Брендан Каррі         | 7–6, 6–4      |

## Досягнення
| W | Ф | ПФ | ЧФ | #Р | КТ | К# | DNQ | A | NH |

### Одиночний розряд
| Турніри Великого шлему                 |     |              |              |              |     |              |              |              |     |        |       |     |
| Відкритий чемпіонат Австралії з тенісу |     | К1р          |              | К2р          | ЧФ  | 1р           | 2р           | 3р           | 2р  | 0 / 5  | 8–5   | 62% |
| Відкритий чемпіонат Франції з тенісу   |     | К1р          | 4р           | 2р           | 3р  | 1р           | 2р           | К3р          | 1р  | 0 / 6  | 7–6   | 54% |
| Вімблдонський турнір                   |     |              |              |              | 3р  | 1р           | 2р           | 1р           | 1р  | 0 / 5  | 3–5   | 38% |
| Відкритий чемпіонат США з тенісу       |     |              |              |              | 2р  | 1р           | 3р           | 1р           | 1р  | 0 / 5  | 3–5   | 38% |
| В-П                                    | 0–0 | 0–0          | 3–1          | 1–1          | 9–4 | 0–4          | 5–4          | 2–3          | 1–4 | 0 / 21 | 21–21 | 50% |
| Олімпійські Ігри                       |     |              |              |              |     |              |              |              |     |        |       |     |
| Теніс на Олімпійських іграх            |     | Не проводили | Не проводили | Не проводили |     | Не проводили | Не проводили | Не проводили | 3р  | 0 / 1  | 2–1   | 67% |
| Тур ATP Мастерс 1000                   |     |              |              |              |     |              |              |              |     |        |       |     |
| Індіан-Веллс                           |     |              |              | К2р          |     | 1р           |              |              |     | 0 / 1  | 0–1   | 0%  |
| Відкритий чемпіонат Маямі з тенісу     |     |              |              | К2р          |     | 4р           |              | 1р           | 1р  | 0 / 3  | 3–3   | 50% |
| Монте-Карло                            | ЧФ  |              |              | К2р          |     | 1р           |              |              | К2р | 0 / 2  | 2–2   | 50% |
| Гамбург                                |     |              |              |              |     | 1р           |              |              |     | 0 / 1  | 0–1   | 0%  |
| Мастерс Канада                         |     |              |              |              | 3р  |              |              |              |     | 0 / 1  | 2–1   | 67% |
| Мастерс Цинциннаті                     |     |              |              |              |     | 1р           |              |              |     | 0 / 1  | 0–1   | 0%  |
| Париж                                  |     |              |              |              | К1р | 1р           |              |              |     | 0 / 1  | 0–1   | 0%  |
| В-П                                    | 2–1 | 0–0          | 0–0          | 0–0          | 2–1 | 3–6          | 0–0          | 0–1          | 0–1 | 0 / 10 | 7–10  | 41% |

### Парний розряд
| Турніри Великого шлему                 |              |              |              |     |              |              |              |      |        |       |     |
| Відкритий чемпіонат Австралії з тенісу | 1р           |              | 1р           | 1р  |              | 1р           | 3р           | 3р   | 0 / 6  | 4–6   | 40% |
| Відкритий чемпіонат Франції з тенісу   | 2р           | 1р           | 1р           |     |              | 1р           | ПФ           | 3р   | 0 / 6  | 7–6   | 54% |
| Вімблдонський турнір                   |              |              |              |     |              |              | 1р           | ПФ   | 0 / 2  | 4–2   | 67% |
| Відкритий чемпіонат США з тенісу       |              |              |              |     |              | 3р           | 1р           | 3р   | 0 / 3  | 4–3   | 57% |
| В-П                                    | 1–2          | 0–1          | 0–2          | 0–1 | 0–0          | 2–3          | 6–4          | 10–4 | 0 / 17 | 19–17 | 53% |
| Олімпійські Ігри                       |              |              |              |     |              |              |              |      |        |       |     |
| Теніс на Олімпійських іграх            | Не проводили | Не проводили | Не проводили |     | Не проводили | Не проводили | Не проводили | 1р   | 0 / 1  | 0–1   | 0%  |
| Тур ATP Мастерс 1000                   |              |              |              |     |              |              |              |      |        |       |     |
| Відкритий чемпіонат Маямі з тенісу     |              |              | 1р           |     |              |              | ПФ           | 2р   | 0 / 3  | 4–3   | 0%  |
| Монте-Карло                            |              |              | 2р           |     |              |              |              | ЧФ   | 0 / 2  | 3–2   | 60% |
| Рим                                    |              |              |              |     |              |              |              | 2р   | 0 / 1  | 1–1   | 50% |
| Мастерс Цинциннаті                     |              |              |              |     | К2р          |              |              |      | 0 / 0  | 0–0   | –   |
| Штутгарт                               |              |              |              |     |              |              | 1р           | 1р   | 0 / 2  | 0–2   | 0%  |
| В-П                                    | 0–0          | 0–0          | 1–2          | 0–0 | 0–0          | 0–0          | 4–2          | 3–4  | 0 / 8  | 8–8   | 50% |